# Scabiosa fumarioides
Scabiosa fumarioides är en tvåhjärtbladig växtart som beskrevs av Roberto de Visiani och Pancic. Scabiosa fumarioides ingår i släktet fältväddar, och familjen Dipsacaceae. Inga underarter finns listade i Catalogue of Life.